# خوردگی آلیاژهای آلومینیوم

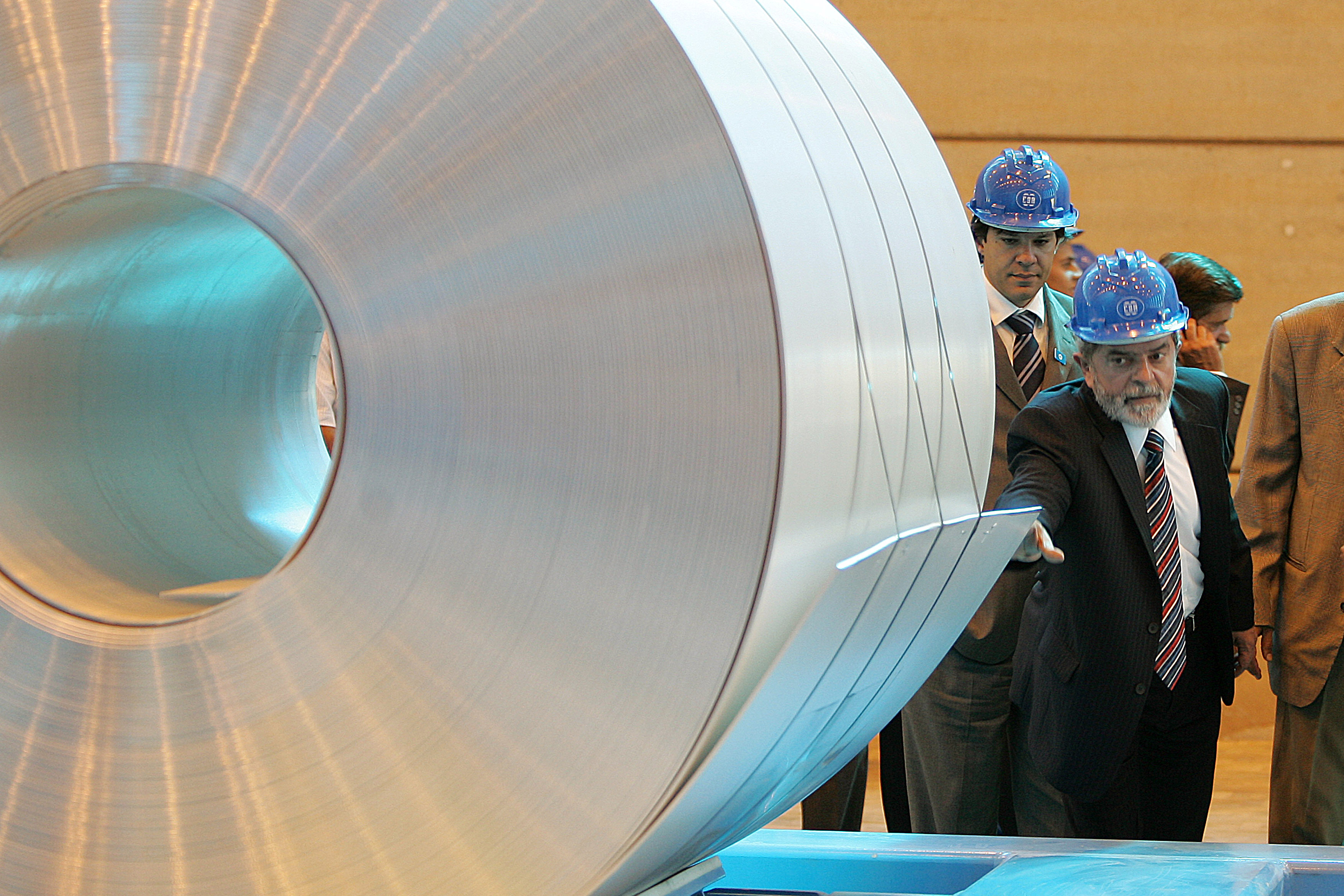
شیت آلومینیوم که به صورت رول درآمده است.

خوردگی آلیاژهای آلومینیوم (به انگلیسی: Aluminum Alloys corrosion) به‌طور کلی به واکنش شیمیایی یا الکتروشیمیایی آلیاژهای آلومینیوم با محیط اطراف خود، که به تغییر خواص آن‌ها منجر خواهد شد، خوردگی آلیاژهای آلومینیوم گویند.
آلومینیوم فلز فعالی است اما فعالیت زیادی از آن نمی‌بینیم؛ چون همواره یک لایه اکسیدی روی سطح آن تشکیل می‌شود که خیلی پایدار و چسبنده است. این لایه اکسیدی در دماهای محیطی و PHهای نزدیک به خنثی پایداری خوبی دارد و سطح آلومینیوم را به اصطلاح passive می‌کند. این لایه متشکل از دو لایه است، یک لایه بسیار نازک پایین که به آن barrier layer (لایه مانع) گویند که هفت نانومتر ضخامت دارد و آمورف است؛ و بعد از این لایه نازک، یک لایهٔ ستونی شکل روی آن تشکیل می‌شود که مربوط به رطوبت است که هرچه میزان رطوبت بیشتر باشد این لایه نیز ضخیم تر می‌شود. این لایه مانند لایه پایینی آنقدر متراکم نیست؛ لایهٔ متخلخلی است که در آن می‌تواند چیزهایی نیز بنشیند.
به‌طور کلی با این که لایه اکسیدی که بر روی سطح آلومینیوم ایجاد می‌شود پایداری و مقاومت خوبی دارد، اگر در محیط‌هایی با PH کمتر از ۳ یا بیشتر از ۹ قرار گیرد این لایه حل شده و خوردگی به شدت اتفاق می‌افتد.

## انواع خوردگی در آلومینیوم
به‌طور کلی هفت نوع خوردگی در آلومینیوم داریم که عبارت اند از: خوردگی محیطی، خوردگی زیرپوستی، خوردگی یکنواخت، خوردگی به صورت سوراخ سوراخ شدن، خوردگی گالوانیک، خوردگی مرزدانه‌ای یا بین دانه‌ای و خوردگی تنشی

### خوردگی محیطی
خوردگی محیطی یا atmospheric corrosion خوردگی‌ای است که به علت وجود گازهای موجود در اتمسفر و رطوبت هوا ایجاد می‌شود؛ که اگر در محیط، گاز so2 نیز وجود داشته باشد باعث افزایش چشم‌گیر میزان خوردگی خواهد شد.

### خوردگی زیر پوستی
گاهی اوقات آلیاژهایمان را پوششدهی یا coating می‌کنیم اما این‌ها نمی‌توانند در برابر نفوذ اتم‌های آب مقاومت کافی از خود نشان دهند و آب به درون آن‌ها نفوذ می‌کند، و زیر آن‌ها خوردگی ایجاد می‌شود؛ اکسید آلومینیوم ایجاد شده باد می‌کند و شرایط را محیا می‌کند برای نفوذ رطوبت بیشتر و افزایش خوردگی.
روش مقابله با این نوع خوردگی استفاده از رنگ‌های مخصوصی است که در مقابل رطوبت مقاوم اند.

### خوردگی یکنواخت
وقتی در شرایط خوردنده با PH خنثی نیستیم، یعنی PH بالا یا پایین داریم؛ که لایه مقاوم آلومینیوم اثرگذاری خود را از دست می‌دهد، لایه اکسیدی حل و خوردگی یکنواختی روی سطح آلومینیوم اتفاق می‌افتد که به آن خوردگی یکنواخت می‌گویند. در میکروسکوپ با بزرگنمایی بالا سطح آلومینیوم پر از سوراخ می‌شود که به آن pit گفته می‌شود.

### خوردگی به صورت سوراخ سوراخ شدن
در خوردگی به صورت سوراخ سوراخ شدن یا pitting corrosion چاله‌های بسیار ریزی که روی سطح متریال داریم به فضای آندی و فضای اطراف آن به فضای کاتدی تبدیل می‌شوند؛ آند الکترون از دست می‌دهد و خورده می‌شود، کاتد الکترون می‌گیرد و احیا می‌شود. خصوصاً اگر در آلیاژ آهن داشته باشیم اینترمتالیک Al3Fe تشکیل می‌دهند که ویژگی کاتودیک دارد یا اگر در آلیاژ ذرات رسوب فاز ثانویه داشته باشیم، مخصوصاً مس و روی که الکترون گیرنده اند، وسط ماده را می‌خورند و در آن مکان یون‌های کلر تجمع پیدا کرده و شدت خوردگی افزایش پیدا می‌کند.
نایکنواختی‌های متالوژیکی مانند تجمع عناصر آلیاژی در یک قسمت، ایجاد اختلاف پتانسیل، جوشکاری و متحول شدن ساختار باعث تشدید این نوع خوردگی می‌شود. در ضمن خود این خوردگی‌های چاله ای می‌توانند باعث ایجاد تمرکز تنش و نقطه آغاز ترک در خستگی شوند.

### خوردگی گالوانیک
این نوع خوردگی وقتی اتفاق می‌افتد که دو فلز با جنس‌های مختلف را در کنار هم قرار دهیم؛ که به علت مصرف زیادی که آلومینیوم در صنعت دارد این اتفاق به علت کم دقتی ممکن است اتفاق بیفتد. راه جلوگیری از این نوع خوردگی نیز استفاده از واشر یا insulation است که جریان الکتریسیته را بین دو فلز قطع کند یا از فلزهایی استفاده شود که انتقال الکتریسیته ایجاد نشود.

### خوردگی مرزدانه ای یا بین دانه ای
در این نوع خوردگی که بسیار خطرناک است، قطعه بعد از مدتی از درون خورده و متلاشی می‌شود. این خوردگی که به علت غنی بودن مرزدانه‌ها از عناصر آلیاژی و آسوده تر بودن خوردگی آن‌ها در مرزدانه‌ها اتفاق می‌افتد در آلیاژهای سری ۲۰۰۰، ۵۰۰۰، و ۷۰۰۰ آلومینیوم بیشتر اتفاق می‌افتد. یکی از راه حل‌های پیشگیری از این نوع خوردگی، جلوگیری از حرکت مس و منیزیم به مرزدانه‌ها است.

### خوردگی تنشی
در خوردگی تنشی یا به اصطلاح SCC یک ترک در جهت عمود بر جهت اعمال نیرو ایجاد می‌شود و در مرزدانه حرکت می‌کند و به سمت جلو می‌رود؛ و در ریزساختار شکلی مانند یک رعد و برق به خود می‌گیرد. برای به وجود آمدن این نوع از تنش باید آلیاژ مستعد SCC باشد، محیطی که در آن قرار دارد خوردنده باشد و تنش حتماً باید وجود داشته باشد و کششی نیز باشد.
یکی از راه حل‌های جلوگیری از این نوع خوردگی، over age کردن آلیاژ در عملیات حرارتی است؛ تا رسوبات از حدی بزرگ‌تر شوند و تنش از روی شبکه برداشته شود.

## راه‌های محافظت از آلومینیوم در برابر خوردگی

### آندایز کردن(Anodizing)

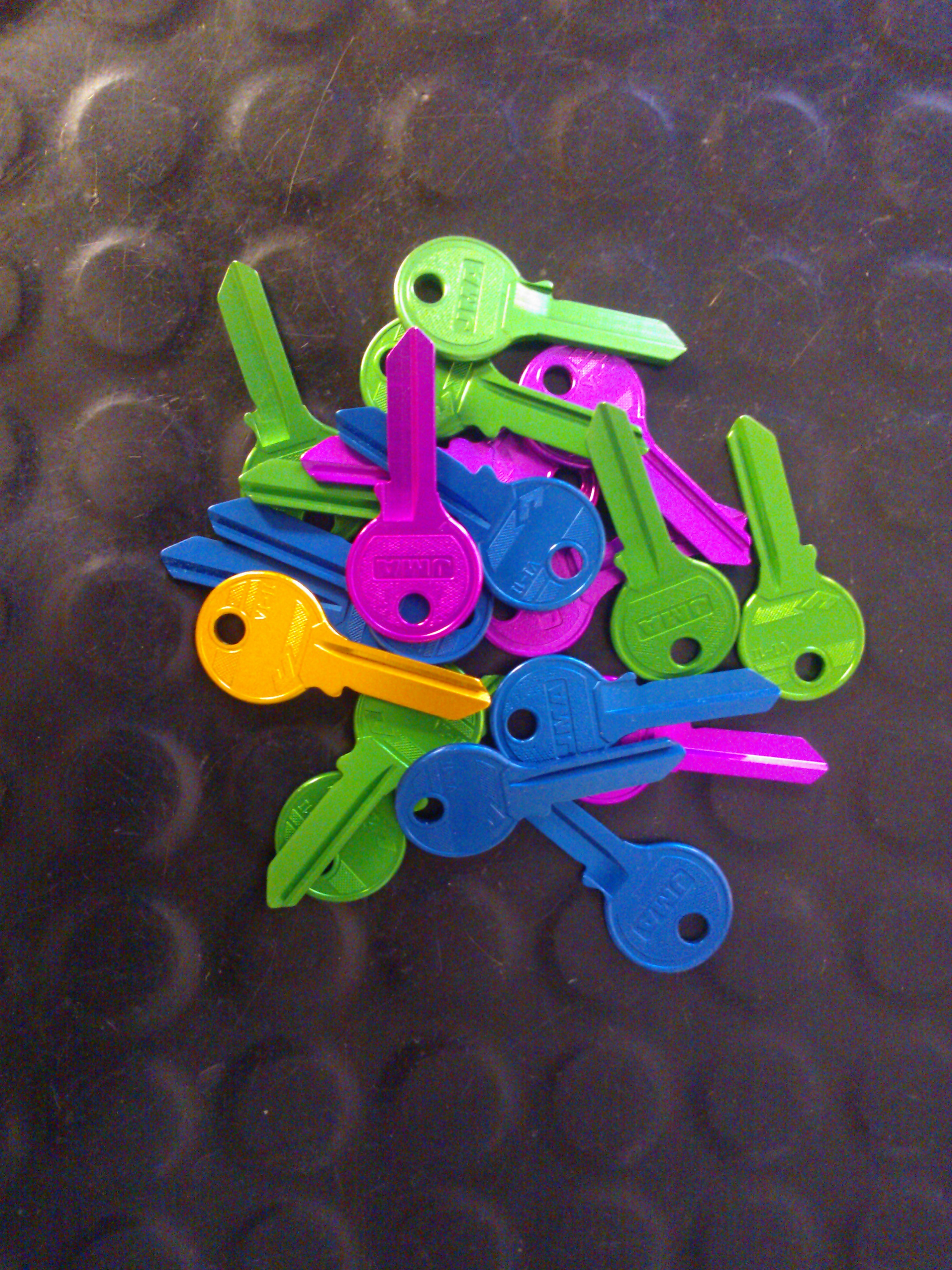
کلیدهای آلومینیومی که با فرایند آندایزینگ به رنگ‌های مختلف درآورده شده‌اند.

آنودایز کردن یک فرایند الکتروشیمیایی است که به سطح فلز یک پرداخت تزئینی، با دوام، مقاوم در برابر خوردگی و اکسید آندی می‌دهد. اگرچه سایر فلزات غیر آهنی مانند منیزیم و تیتانیم را نیز می‌توان آنودایز کرد، اما آلومینیوم برای اینکار ایده‌آل است.
ساختار اکسید آندی از بستر آلومینیوم سرچشمه گرفته و به‌طور کامل از اکسید آلومینیوم تشکیل شده‌است. این لایه اکسید آلومینیوم مانند رنگ یا آبکاری ایجاد نمی‌شود، بلکه به‌طور کامل با ماده زیرین یکپارچه بوده و به همین دلیل مانند رنگ ریخته نمی‌شود. این لایه دارای ساختاری متخلخل و بسیار مرتب و منظم است که امکان انجام فرایندهای ثانویه‌ای مانند رنگ‌آمیزی را فراهم می‌کند.
آنودایز کردن با غوطه‌ور کردن آلومینیوم در یک حمام الکترولیت اسیدی و عبور جریان الکتریکی از آن انجام می‌شود. در داخل حمام الکترولیت یک کاتد نصب شده و آلومینیوم به عنوان آند عمل می‌کند، به همین دلیل از داخل محلول الکترولیت یون‌های اکسیژن آزاد شده و با اتم‌های روی سطح آلومینیوم ترکیب می‌شوند. در نتیجه، آنودایز کردن نوعی فرایند کاملاً کنترل شده اکسایش است، که در طبیعت به صورت خودکار و بسیار آهسته اتفاق می‌افتد.

### تبدیل یا تغییر شیمیایی(chemical conversion)
در این روش آلومینیوم را در معرض یک محیط شیمیایی قرار می‌دهند که بر روی آن واکنشی اتفاق بیفتد که محصول آن یک لایه سخت و چسبنده روی سطح باشد. در روش آندایزینگ اکسید آلومینیوم است که روی سطح می‌نشیند اما در این روش می‌توان از ترکیبات مختلفی استفاده کرد، مانند روی یا Zink، زیرکونیوم و تیتانیوم، و کروم.

### پوشش‌های فلزی(metallic coating)
یکی از راه‌ها در این روش ایجاد مفصل‌های مس و آلومینیوم است؛ که هیچ گونه گپی نباید بین آن‌ها وجود داشته باشد. به‌طور مثال در این نوع پوشش‌دهی می‌توان ابتدا یک لایه بسیار نازک زینک، سپس یک لایه مس روی زینک، روی زینک یک لایه قلع (قلع را نمی‌شود به صورت مستقیم روی آلومینیوم اعمال کرد، چون باعث پوسته پوسته شدن آن می‌شود) و در انتها روی قلع یک لایه مس اعمال می‌کنیم.

## تأثیر عملیات حرارتی بر رفتار خوردگی آلیاژهای آلومینیوم
عملیات حرارتی آلیاژهای آلومینیوم باعث همگن‌سازی ساختار، حذف تنش‌های پسماند یا باقی مانده و توزیع یکنواخت عناصر آلیاژی در ماده می‌شود که این امر باعث افزایش استحکام و بهبود مقاومت به خوردگی می‌شود؛
همچنین باید توجه داشت با افزایش دمای عملیات حرارتی، مقاومت به خوردگی به صورت موضعی کاهش می‌یابد. دمایی حدود ۱۵۰درجه سانتی‌گراد مناسب‌ترین دما به منظور عملیات حرارتی پیرسختی است، که باعث توزیع یکنواخت رسوبات درون شبکه فلزی و موجب افزایش سختی و مقاومت به خوردگی موضعی می‌شود.

## تاثیر کرنش بر رفتار خوردگی الکتروشیمیایی آلیاژهای آلومینیوم
ایجاد کرنش در حین فرایند پیرسازی منجر به افزایش میزان رسوب‌ها، توزیع همگن‌تر آن‌ها و نازک‌تر شدن مرزدانه‌ها می‌شود. با افزایش میزان کرنش اعمالی به بیش از ۱۰ درصد (تا حدود ۵۰درصد) به دلیل افزایش رسوب ها (افزایش سطح آند) و توزیع ریزتر و همگن‌تر آن‌ها و همچنین خروج آن‌ها از مرزدانه به درون دانه مقاومت به خوردگی افزایش می‌یابد. در کرنش‌های بیش از ۵۰درصد، رسوب‌ها بیش از حد درشت شده و به صورت تجمع یافته درون شبکه قرار می‌گیرند؛ و مقاومت به خوردگی به‌طور قابل توجهی کاهش می‌یابد.